# Metropolitní město Milán
Metropolitní město Milán (Città metropolitana di Milano) je italský správní celek druhé úrovně v regionu Lombardie. Sousedí na severu s provinciemi Varese, Como a Monza e Brianza, na východě s provinciemi Bergamo, Cremona a Lodi, na jihu s provincií Pavia a na západě s piemontskou provincií Novara.

## Historie
V roce 1992 odtržením z provincie Milano vznikla provincie Lodi a v roce 2004 provincie Monza a Brianza.